# Sumber Tlaseh
Sumber Tlaseh is een bestuurslaag in het regentschap Bojonegoro van de provincie Oost-Java, Indonesië. Sumber Tlaseh telt 5060 inwoners (volkstelling 2010).